# Yamaha Motors Football Club 1986-1987
Questa voce raccoglie le informazioni riguardanti lo Yamaha Motors Football Club nelle competizioni ufficiali della stagione 1986-1987.

## Stagione
Dopo essere uscito dalla Coppa di Lega per mano del Fujita, lo Yamaha Motors ebbe un avvio di campionato difficile (con la prima vittoria che arrivò dopo quattro gare, in occasione del derby con l'Honda Motor) che lo portò a stazionare per buona parte del girone di andata nella zona retrocessione. Durante la pausa invernale della Japan Soccer League, lo Yamaha Motors disputò la coppa dell'Imperatore dove superò tre turni giungendo alle semifinali, dove fu eliminato ai tiri di rigore dallo Yomiuri.
Alla ripresa del campionato la squadra riuscì in parte a risollevarsi, ottenendo un elevato numero di pareggi che le permetteranno di rimanere ancora in gara per non retrocedere: la vittoria nello scontro diretto col Matsushita Electric alla penultima giornata (che, alla fine del torneo, risulterà l'unica gara vinta dallo Yamaha Motors nel girone di ritorno) sarà sufficiente per mettere la squadra al riparo dal declassamento, scongiurato definitivamente una settimana dopo a causa della contemporanea sconfitta del Matsushita Electric contro l'Honda Motor.

## Maglie e sponsor
Le magliette, prodotte dalla Puma, recano sulla parte anteriore il logo della Yamaha
| Manica sinistra · Manica sinistra · Maglietta · Maglietta · Manica destra · Manica destra · Pantaloncini · Calzettoni | Manica sinistra · Manica sinistra · Maglietta · Maglietta · Manica destra · Manica destra · Pantaloncini · Calzettoni |  |

## Organigramma societario
Area tecnica
- Direttore tecnico: Ryūichi Sugiyama
- Allenatore: Kikuo Konagaya
- Vice allenatore: Masao Ishikawa e Masakazu Suzuki
- Collaboratore tecnico: Teruo Hajisawa

## Rosa
| N. |                     | Ruolo | Calciatore          |
| -- | ------------------- | ----- | ------------------- |
| 1  | Giappone (bandiera) | P     | Shinichi Morishita  |
| 2  | Giappone (bandiera) | D     | Tomoyuki Ishii      |
| 3  | Giappone (bandiera) | D     | Masakuni Yamamoto   |
| 4  | Giappone (bandiera) | D     | Yoshinori Ishigami  |
| 5  | Giappone (bandiera) | C     | Kazuya Arita        |
| 6  | Giappone (bandiera) | C     | Hirofumi Yamashita  |
| 7  | Giappone (bandiera) | D     | Masaaki Yanagishita |
| 8  | Giappone (bandiera) | D     | Tetsuo Mukoda       |
| 9  | Giappone (bandiera) | A     | Hiromitsu Sano      |
| 10 | Giappone (bandiera) | C     | Kazuaki Nagasawa    |
| 11 | Giappone (bandiera) | A     | Masanobu Tashiro    |
| 12 | Giappone (bandiera) | D     | Hiroshi Yazaki      |
| 13 | Giappone (bandiera) | D     | Masaru Uchiyama     |
| 14 | Giappone (bandiera) | D     | Masashi Kato        |

| N. |                     | Ruolo | Calciatore                  |
| -- | ------------------- | ----- | --------------------------- |
| 15 | Giappone (bandiera) | C     | Mitsunori Yoshida           |
| 16 | Giappone (bandiera) | D     | Masato Obata                |
| 17 | Giappone (bandiera) | C     | Atsushi Uchiyama (capitano) |
| 18 | Giappone (bandiera) | A     | Masahiro Miwa               |
| 19 | Giappone (bandiera) | A     | Fuminori Shida              |
| 20 | Giappone (bandiera) | C     | Kazuyuki Maehara            |
| 21 | Giappone (bandiera) | P     | Akiyoshi Ohashi             |
| 23 | Giappone (bandiera) | A     | Mitsuhiro Tada              |
| 24 | Giappone (bandiera) | C     | Mitsuru Kusakabe            |
| 25 | Giappone (bandiera) | A     | Hitoshi Ikeda               |
| 26 | Giappone (bandiera) | A     | Junichi Okochi              |
| 27 | Giappone (bandiera) | A     | Kazuhiko Yazaki             |
| 28 | Giappone (bandiera) | C     | Toshihiko Sawa              |
| 29 | Giappone (bandiera) | C     | Tatsuya Mochizuki           |

## Risultati

### Japan Soccer League

#### Girone di andata
| Iwata 26 ottobre 1986, ore 14:00 UTC+9 1ª giornata | Yamaha Motors | 0 – 0 | Mitsubishi HI |  |

| Iwata 2 novembre 1986, ore 15:00 UTC+9 2ª giornata | Yamaha Motors | 0 – 3 | Yomiuri |  |

| Iwata 9 novembre 1986, ore 14:00 UTC+9 3ª giornata | Yamaha Motors | 0 – 3 | Nissan Motors |  |

| Hiroshima 15 novembre 1987, ore 14:00 UTC+9 4ª giornata | Mazda | 0 – 0 | Yamaha Motors |  |

| Tokyo 24 novembre 1987, ore 14:00 UTC+9 5ª giornata | Honda Motor | 0 – 1 | Yamaha Motors |  |

| Iwata 30 novembre 1986, ore 14:00 UTC+9 6ª giornata | Yamaha Motors | 0 – 0 | Nippon Kokan |  |

| Yokohama 1º febbraio 1987, ore 14:00 UTC+9 7ª giornata | Furukawa Electric | 1 – 0 | Yamaha Motors |  |

| Iwata 8 febbraio 1987, ore 14:00 UTC+9 8ª giornata | Yamaha Motors | 1 – 2 | Fujita |  |

| Iwata 14 febbraio 1987, ore 14:00 UTC+9 9ª giornata | Yamaha Motors | 2 – 1 | Hitachi |  |

| Osaka 21 febbraio 1986, ore 14:00 UTC+9 10ª giornata | Matsushita Electric | 0 – 0 | Yamaha Motors |  |

| Iwata 1º marzo 1987, ore 14:00 UTC+9 11ª giornata | Yamaha Motors | 0 – 0 | Yanmar Diesel |  |

#### Girone di ritorno
| Tokyo 8 marzo 1987, ore 14:00 UTC+9 12ª giornata | Mitsubishi HI | 0 – 0 | Yamaha Motors |  |

| Tokyo 15 marzo 1987, ore 14:00 UTC+9 13ª giornata | Yomiuri | 2 – 0 | Yamaha Motors |  |

| Iwata 21 marzo 1987, ore 14:00 UTC+9 14ª giornata | Nissan Motors | 0 – 1 | Yamaha Motors |  |

| Tokyo 29 marzo 1987, ore 14:00 UTC+9 15ª giornata | Yamaha Motors | 0 – 0 | Mazda |  |

| Kawasaki 12 aprile 1987, ore 14:00 UTC+9 16ª giornata | Nippon Kokan | 1 – 1 | Yamaha Motors |  |

| Iwata 19 aprile 1987, ore 14:00 UTC+9 17ª giornata | Yamaha Motors | 1 – 3 | Furukawa Electric |  |

| Tokyo 29 aprile 1987, ore 14:00 UTC+9 18ª giornata | Fujita | 0 – 0 | Yamaha Motors |  |

| Kashiwa 3 maggio 1987, ore 14:00 UTC+9 19ª giornata | Hitachi | 0 – 0 | Yamaha Motors |  |

| Iwata 7 maggio 1987, ore 14:00 UTC+9 20ª giornata | Yamaha Motors | 1 – 1 | Honda Motor |  |

| Iwata 10 maggio 1987, ore 14:00 UTC+9 21ª giornata | Yamaha Motors | 3 – 2 | Matsushita Electric |  |

| Osaka 17 maggio 1987, ore 14:00 UTC+9 22ª giornata | Yanmar Diesel | 2 – 1 | Yamaha Motors |  |

### Coppa dell'Imperatore
| Iwata 20 dicembre 1986 | Toshiba | 0 – 1 | Yamaha Motors |  |

| Iwata 21 dicembre 1986 | Matsushita Electric | 0 – 2 | Yamaha Motors |  |

| Osaka 28 dicembre 1986 | Honda Motor | 2 – 2 (d.t.s.) | Yamaha Motors |  |

| Kobe 30 dicembre 1986 | Yamaha Motors | 0 – 1 | Nippon Kokan |  |

### Japan Soccer League Cup
| Iwata 29 giugno 1986 | Yamaha Motors | 3 – 1 | Seino |  |

| Iwata 5 luglio 1986 | Yamaha Motors | 0 – 3 | Fujita |  |

## Statistiche

### Statistiche di squadra
| Competizione          | Punti | Totale | Totale | Totale | Totale | Totale | Totale | DR  |
| Competizione          | Punti | G      | V      | N      | P      | Gf     | Gs     | DR  |
| --------------------- | ----- | ------ | ------ | ------ | ------ | ------ | ------ | --- |
| JSL Division 1        | 17    | 22     | 3      | 11     | 8      | 11     | 22     | -11 |
| JSL Cup               | -     | 2      | 1      | 0      | 1      | 3      | 4      | -1  |
| Coppa dell'Imperatore | -     | 4      | 2      | 1      | 1      | 5      | 3      | +2  |
| Totale                | -     | 28     | 6      | 12     | 10     | 19     | 29     | -10 |

### Statistiche dei giocatori
| Giocatore    | JSL      | JSL  | JSL         | JSL        | JSL Cup  | JSL Cup | JSL Cup     | JSL Cup    | Coppa dell'Imperatore | Coppa dell'Imperatore | Coppa dell'Imperatore | Coppa dell'Imperatore | Totale   | Totale | Totale      | Totale     |
| Giocatore    | Presenze | Reti | Ammonizioni | Espulsioni | Presenze | Reti    | Ammonizioni | Espulsioni | Presenze              | Reti                  | Ammonizioni           | Espulsioni            | Presenze | Reti   | Ammonizioni | Espulsioni |
| ------------ | -------- | ---- | ----------- | ---------- | -------- | ------- | ----------- | ---------- | --------------------- | --------------------- | --------------------- | --------------------- | -------- | ------ | ----------- | ---------- |
| K. Arita     | ?        | 1    | ?           | ?          | ?        | ?       | ?           | ?          | ?                     | ?                     | ?                     | ?                     | ?        | 1+     | ?           | ?          |
| T. Ishii     | ?        | 1    | ?           | ?          | ?        | ?       | ?           | ?          | ?                     | ?                     | ?                     | ?                     | ?        | 1+     | ?           | ?          |
| M. Miwa      | ?        | 1    | ?           | ?          | ?        | ?       | ?           | ?          | ?                     | ?                     | ?                     | ?                     | ?        | 1+     | ?           | ?          |
| S. Morishita | 22       | -22  | ?           | ?          | ?        | ?       | ?           | ?          | ?                     | ?                     | ?                     | ?                     | 22+      | -22+   | ?           | ?          |
| K. Nagasawa  | 21       | 1    | ?           | ?          | ?        | ?       | ?           | ?          | ?                     | ?                     | ?                     | ?                     | 21+      | 1+     | ?           | ?          |
| F. Shida     | ?        | 1    | ?           | ?          | ?        | ?       | ?           | ?          | ?                     | ?                     | ?                     | ?                     | ?        | 1+     | ?           | ?          |
| A. Uchiyama  | 22       | 3    | ?           | ?          | ?        | ?       | ?           | ?          | ?                     | ?                     | ?                     | ?                     | 22+      | 3+     | ?           | ?          |
| M. Uchiyama  | 22       | 0    | ?           | ?          | ?        | ?       | ?           | ?          | ?                     | ?                     | ?                     | ?                     | 22+      | 0+     | ?           | ?          |
| M. Yamamoto  | 12       | 1    | ?           | ?          | ?        | ?       | ?           | ?          | ?                     | ?                     | ?                     | ?                     | 12+      | 1+     | ?           | ?          |
| K. Yamashita | ?        | 1    | ?           | ?          | ?        | ?       | ?           | ?          | ?                     | ?                     | ?                     | ?                     | ?        | 1+     | ?           | ?          |
| M. Yoshida   | ?        | 1    | ?           | ?          | ?        | ?       | ?           | ?          | ?                     | ?                     | ?                     | ?                     | ?        | 1+     | ?           | ?          |